# Anders Friis
Anders Friis (født 9. december 1963 på sygehuset i Sakskøbing) er en dansk søofficer (flotilleadmiral) og siden 2024 ceremonimester ved Hoffet.

## Liv og karriere
Anders Friis blev født på Lolland i 1963. Familien boede i Grænge, hvor faren var stationsmester på Grænge Station. Anders var den yngste af fire drenge. Et par år efter hans fødsel blev faren i stedet ansat på Maribo Station, og familien flyttede til købstaden, hvor Anders voksede op i et hus på Lunddahls Vænge og gik i skole først på Maribo Borgerskole og siden på Maribo Gymnasium, hvorfra han blev student i 1983. Derefter blev han aspirant i Dampskibsselskabet Norden. Han gik på Søværnets Officersskole 1987-1990 og havde derefter en lang karriere i Søværnet, hvor han bl.a. var officer på flere ubåde og var chef for Frømandskorpset i 2002-2004. I begyndelsen af 2000-tallet gik han på stabsskole med den daværende kronprins Frederik. Friis fik efterhånden rang af flotilleadmiral og var vicechef i Forsvarskommandoens udviklings- og planlægningsstab i 2021-2024, indtil han 1. marts 2024 blev ceremonimester for Frederik 10. efter dennes tronbestigelse i januar. Som ceremonimester efterfulgte Friis Lasse Harkjær.

## Udmærkelser
Friis er kommandør af Dannebrogordenen og optaget i Kraks Blå Bog.

## Privatliv
Friis er gift med Laila Reenberg, der tidligere har været chef for Forsvarsministeriets personalestyrelse og derefter blev direktør i Beredskabsstyrelsen. De har fem sammenbragte børn. Parret bor i Rungsted og har desuden en 29 hektar stor ødegård i Sverige, hvor Friis blandt andet driver jagt i sin fritid.